# Христо Баларев
Вижте пояснителната страница за други личности с името Христо Баларев.
Христо Баларев е български политически деец от Прогресивнолибералната партия, бивш кмет на Русе.
Преодоляването на икономическата криза в страната от края на XIX век води до стабилизиране на общинското управление. Това позволява да се изтегли 4 млн. лева заем от БНБ и да се разгърне по-широко строителната дейност. Парите се използват и за други цели – утвърждава се традицията общинските служители и пожарникарите да бъдат периодично снабдявани с униформено облекло, осигурявано от общината. Направено е и известно увеличение на заплатите на общинските служители. Най-много средства обаче поглъща окончателното завършване на т. нар. Доходно здание. Освен това в началото на 1902 г. започва инсталирането на градската телефонна мрежа. Пак със средства на Русенската община се отбелязват през 1901 г. 25-годишнината от Априлското въстание и от стъпването на четата на Христо Ботев на българския бряг. А с още по-голяма тържественост през 1902 г. е отбелязана 30-годишнината от учредяването на Българската екзархия. За нуждите на градските амбулатории се закупуват най-съвременни инструменти от Германия, увеличават се издръжката на градския приют и сумите за подпомагане на бедни русенци.
Смяната на правителството на Петко Каравелов с еднопартийния погресивнолиберален кабинет на Стоян Данев води до промяна на общинските управи по места. Така на 6 февруари 1902 г. общината се поема от тричленка, начело със Симеон Златов.